# Navelli
Navelli là một đô thị thuộc tỉnh L'Aquila trong vùng Abruzzo Ý. Đô thị này có diện tích 42 km², dân số 625 người. Các làng trực thuộc:. Các đô thị giáp ranh gồm: Acciano, Bussi sul Tirino (PE), Capestrano, Caporciano, Carapelle Calvisio, Castelvecchio Calvisio, Collepietro, San Benedetto in Perillis